# Dmitrij Tarasov (fotbollsspelare)

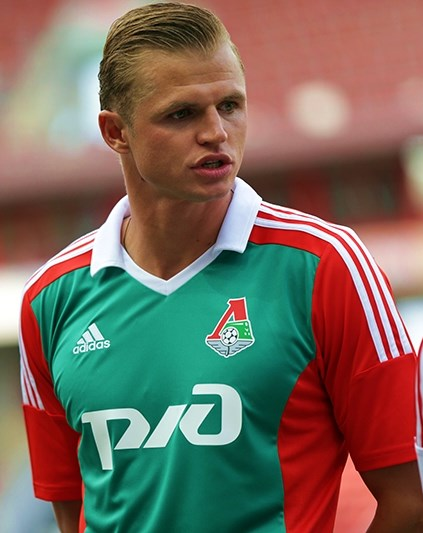
Dmitrij Tarasov

Dmitrij Aleksejevitj Tarasov (ryska: Дми́трий Алексе́евич Тара́сов), född 18 mars 1987 i Moskva, Ryska SFSR, Sovjetunionen (nuvarande Ryssland), är en rysk fotbollsspelare (mittfältare) som för närvarande spelar för Rubin Kazan. Han har tidigare spelat för bland andra Lokomotiv Moskva. .